# Toto Cutugno
Toto Cutugno, właśc. Salvatore Cutugno (wym. [ˈtɔːto kuˈtuɲɲo], ur. 7 lipca 1943 w Fosdinovo, zm. 22 sierpnia 2023 w Mediolanie) – włoski piosenkarz, kompozytor muzyki pop, zwycięzca Festiwalu Piosenki Włoskiej w 1980 roku oraz 35. Konkursu Piosenki Eurowizji w 1990 roku.

## Życiorys
Kilka miesięcy po narodzinach jego rodzina przeprowadziła się do La Spezii, gdzie jego ojciec pełnił służbę wojskową jako marynarz.
Już jako dziecko wykazywał duże zainteresowanie muzyką, więc jego ojciec (z zawodu trębacz) zachęcał syna do ćwiczeń. W wieku dziecięcym dołączył do miejscowego zespołu muzycznego, gdzie grał m.in. na gitarze, perkusji, fortepianie i saksofonie. Uczył się także gry na akordeonie i w wieku trzynastu lat wziął udział w regionalnym konkursie, w którym zajął trzecie miejsce. W wieku dziewiętnastu lat zdecydował się dołączyć do składu zespołu prowadzonego przez maestro Manusardi, z którym wyruszył w sześciomiesięczną trasę koncertową po Finlandii. Kiedy wrócił do Włoch, stworzył własny zespół o nazwie Tati e Toto, z którym grał głównie w barach i pubach półwyspu.
W 1975 roku skomponował piosenkę „Africa”, dzięki której zyskał popularność we Francji, po zaśpiewaniu numeru przez Joego Dassina pod tytułem „L’Été indien”. W 1976 sława Toto jako kompozytora i autora tekstów potwierdzona została przez inny utwór nagrany i zaprezentowany przez Dassina – „Et si tu n’existais pas”. Od tego momentu Toto dostawał coraz więcej ofert współpracy i wkrótce stał się gwiazdą dzięki komponowaniu piosenek dla takich francuskich wykonawców, jak m.in. Mireille Mathieu, Dalida, Johnny Hallyday, Michel Sardou, Claude François, Hervé Vilard i Sheila, a dla rodzimych artystów, w tym m.in. dla Giglioli Cinquetti i Ornelli Vanoni.
W 1976 roku Toto po raz pierwszy wziął udział w Festivalbar z piosenką „Nel cuore nei sensi”. Utwór nagrany w nowej wersji przez Gérarda Lenormana dotarła do pierwszej dziesiątki francuskich list przebojów. W 1977 z zespołem Albatros Toto po raz kolejny brał udział w Festiwalu Piosenki Włoskiej organizowanego w San Remo, tym razem z utworem „Gran premio”. W 1978 zdecydował się opuścić zespół i rozpocząć karierę solową. W tym samym roku skomponował swoją debiutancką solową piosenkę „Donna, donna mia”, zaprezentowaną szerokiej widowni dzięki programowi Scommentiamo prowadzonemu przez Mike’a Bongiorno. Utwór dotarł na szczyt krajowych listy przebojów. Podczas tego samego okresu Toto napisał pierwszą piosenkę dla Adriano Celentano – „Soli”, który pozostał na liście dziesięciu najlepszych utworów w sprzedaży największej liczby płyt w ciągu miesiąca. W kolejnym roku ukazał się debiutancki album studyjny artysty zatytułowany Voglio l’anima, który był promowany przez single „Amore no”, „Soli” oraz tytułowy utwór.
W 1980 Toto wziął udział w Festiwalu Piosenki Włoskiej z utworem „Solo noi”, z którym ostatecznie wygrał finał widowiska. W tym samym roku jako kompozytor wygrał festiwal Yamaha Songs Internacional z numerem „Olympic Games” wykonanym przez Miguela Bosé oraz zajął czwarte miejsce jako autor piosenki „Innamorati” na Festivalbar. W tym samym roku Toto skomponował także muzykę na album studyjny Il tempo se ne va Adriano Celentano oraz wydał swoją drugą płytę studyjną zatytułowaną Innamorata, innamorato, innamorati. Krążek promowały single „Innamorati”, „Flash”, który został wykorzystany w oficjalnej ścieżce dźwiękowej programu rozrywkowego prowadzonego przez Mike’a Bongiorno, a także tytułowy utwór. Piosenkarz nagrał także płytę zatytułowaną Canta en Español, na której znalazły się hiszpańskojęzyczne wersje kilku jego utworów. Podobny krążek artysta wydał także na argentyńskim rynku muzycznym.
W 1981 ukazał się trzeci album studyjny Cutugno zatytułowany La mia musica, który był promowany przez singiel „Con te” oraz tytułowy utwór.
W 1983 Toto ponownie wystartował na Festiwalu Piosenki Włoskiej w San Remo, tym razem z utworem „L’italiano”, który zajął piąte miejsce. Piosenka przyniosła jednak Cutugnowi międzynarodową popularność oraz została przetłumaczona przez różnych artystów i wykonywana w różnych językach. Singiel został sprzedany w ponad milionowym nakładzie oraz promował nowy album artysty o tym samym tytule. Na albumie znalazły się także single z poprzednich płyt artysty, w tym m.in. utwory „Solo noi”, „Donna donna mia” oraz „Flash”.
W 1984 roku Cutugno po raz kolejny wziął udział na Festiwalu Piosenki Włoskiej w San Remo, na który zgłosił się z propozycją „Serenata”. Utwór zajął ostatecznie drugie miejsce w finale imprezy. W kolejnym roku wziął udział na festiwalu jako kompozytor dwóch piosenek – „C’est venice” Jose Luisa „El Pumy” Rodrigueza oraz „Noi ragazzi di oggi” Luisa Miguela. W tym samym roku Toto wydał swoją kolejną płytę studyjną zatytułowaną Per amore o per gioco, na której znalazły się m.in. single „Serenata” i „Mi piaccerebbe... (andare al mare al lunedi...)”.
W 1986 roku premierę miał szósty album studyjny Cutugno zatytułowany Azzurra malinconia. Płyta promowana była przez singiel „Buonanotte” oraz tytułowy utwór, z którym artysta zgłosił się do udziału na Festiwalu Piosenki Włoskiej w San Remo. Numer zajął ostatecznie czwarte miejsce w finale imprezy.
W 1987 roku ukazała się siódma płyta długogrająca Cutugno zatytułowana Mediterraneo, na której znalazły się m.in. single „Figli”, „Una domenica italiana” i „Napoli”. W tym samym roku piosenkarz po raz piąty wystąpił podczas Festiwalu Piosenki Włoskiej, tym razem z utworem „Figli”, z którym zajął ostatecznie drugie miejsce.
W 1988 roku Cutugno po raz szósty wystartował na Festiwalu Piosenki Włoskiej w San Remo, tym razem z utworem „Emozioni”, z którym zajął ostatecznie drugie miejsce. Rok później zaśpiewał uczestniczył na festiwalu z piosenką „Le mamme”, z którą zajął drugie miejsce.
W 1990 Toto znów wystąpił na Festiwalu Piosenki Włoskiej w San Remo, na którym zaśpiewał utwór „Gli amori”. Kompozycja zajęła drugie miejsce, a Cutugno tym samym czwarty rok z rzędu uplasował się tuż za ostatecznym zwycięzcą finału. W tym samym roku ukazała się nowa płyta studyjna artysty zatytułowana Toto Cutugno, którą promowały single „Emozioni” i „Le mamme”.
Wiosną Cutugno został wybrany na reprezentanta Włoch podczas 35. Konkursu Piosenki Eurowizji z utworem „Insieme: 1992” opowiadającym o doprowadzeniu do jedności państw europejskich. 5 maja wystąpił w finale widowiska i zajął ostatecznie pierwsze miejsce dzięki zdobyciu łącznie 149 punktów, w tym m.in. maksymalnych not 12 punktów od Hiszpanii, Irlandii i Cypru. Po finale konkursu premierę miał jego dziewiąty album studyjny zatytułowany Insieme: 1992, na którym znalazły się jego dotychczasowe przeboje, w tym m.in. utwory „L’Italiano”, „Donna, donna mia”, tytułowa propozycja eurowizyjne oraz numery „L’ete indien” i Et si tu n’existais pas, które skomponował. W tym samym roku prowadził program Sei Forte dla telewizji Tele Montecarlo.
W 1991 razem z Gigi Sabani prowadził program telewizyjny Piacere Raiuno. W maju razem z Gigliolą Cinquetti współprowadził finał 36. Konkursu Piosenki Eurowizji organizowanego w Studios Cinecitta w Rzymie, a niedługo potem został gospodarzem programu Vela d’Oro razem z Rafaellą Carrà i Fabriziem Frizzim. W tym samym roku ukazał się jego kolejny album zatytułowany Non e facile essere uomini, którą promował singiel „Quelli come noi”. Latem 1992 roku prowadził program Butto mi stasera w telewizji Rai 1, zaś jesienią wraz z Alba Parietti był gospodarzem programu In domenica. W międzyczasie napisał piosenkę „Se mi ami”, która wykonana została na Festiwalu Piosenki Włoskiej w San Remo przez Claudię Mori.

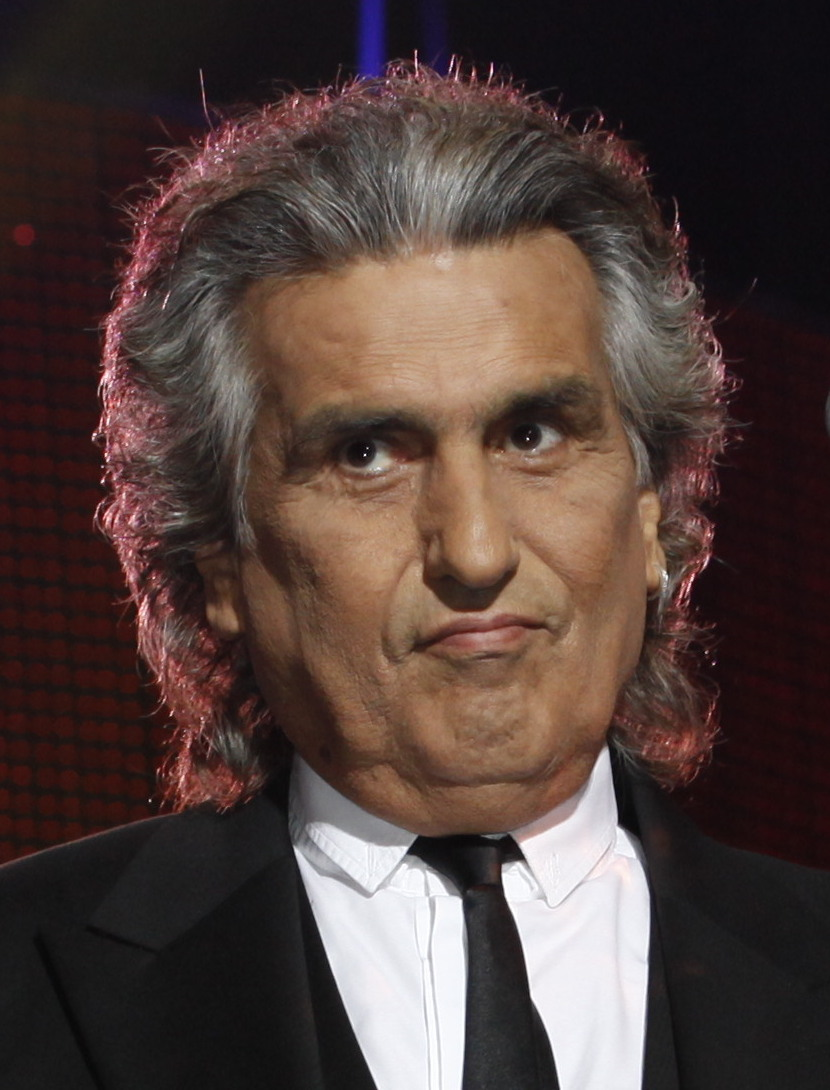
Toto Cutugno w 2013 roku

W 1995 ponownie wziął udział w Festiwalu Piosenki Włoskiej, tym razem z utworem „Voglio andare a vivere in campagna”, z którym zajął ostatecznie siedemnaste miejsce. Utwór został tytułowym singlem z jego nowej płyty, która ukazała się w tym samym roku.
W 1997 Toto po raz kolejny wziął udział na festiwalu w San Remo, tym razem z utworem „Faccia pulita”. Singiel promował jego nowy album długogrający zatytułowany Canzoni nascoste, który ukazał się w tym samym roku.
W 1999 nadzorował muzyczne zarządzanie programu l Fatti Vostri emitowanego na kanale Raidue.
W 2001 Cutugno wydał dwupłytowe wydawnictwo kompilacyjne zatytułowane 32 grandi successi, na którym znalazły się 32 najpopularniejsze piosenki artysty. Rok później premierę miała jego nowa płyta zatytułowana Il treno va..., którą promował tytułowy singiel.
W 2005 roku Cutugno powrócił na Festiwal Piosenki Włoskiej w San Remo, do którego zgłosił się z utworem „Come noi nessuno al mondo” nagranym w duecie z Annalisą Minetti. Numer zajął 1. miejsce w kategorii „Classici” i drugie miejsce w klasyfikacji ogólnej. Singiel pojawił się na nowej płycie studyjnej artysty zatytułowanej Cantando, na której znalazły się także m.in. jego przeboje „L’Italiano”, „Donna, donna mia” oraz „Africa”.
W 2008 roku po raz dwunasty wystartował na Festiwalu Piosenki Eurowizji, tym razem z utworem „Un falco chiuso in gabbia” napisanym we współpracy z Davide De Marinisem. Piosenka zajęła ostatecznie czwarte miejsce w finale imprezy. Dwa lata później wystąpił w finale festiwalu z utworem „Aeroplani”.

## Życie prywatne
Był żonaty z Carlą Galli od 1971 roku. Para nie miała dzieci, ale piosenkarz miał syna, Nicolò (ur. 1990) z pozamałżeńskiego romansu. Toto Cutugno był wielkim fanem klubu piłkarskiego A.C. Milan.
22 sierpnia 2023 zmarł w szpitalu San Raffaele w Mediolanie w wyniku kilkunastoletniej walki z rakiem gruczołu krokowego. Jego pogrzeb odbył się 24 sierpnia tego samego roku w Mediolanie.

## Dyskografia

### Albumy studyjne
- Voglio l’anima (1979)
- Innamorata, innamorato, innamorati (1980)
- La mia musica (1981)
- L’italiano (1983)
- Per amore o per gioco (1984)
- Azzurra malinconia (1986)
- Mediterraneo (1987)
- Toto Cutugno (1990)
- Insieme: 1992 (1990)
- Non e facile essere uomini (1991)
- Voglio andare a vivere in campagna (1995)
- Canzoni nascoste (1997)
- Il treno va... (2002)
- Cantando (2005)